# Pałac Glinnej (rejon pustomycki)
Pałac Glinnej – dwukondygnacyjny pałac zniszczony w 1939.